# Lijst van schaatsrecords 2×500 meter mannen
Dit is een overzicht van de ontwikkeling van de schaatsrecords op de 500 meter mannen.

## Ontwikkeling wereldrecord 500 meter
| Nr. | Naam               | Land       | Tijd    | Datum               | Baan           |
| --- | ------------------ | ---------- | ------- | ------------------- | -------------- |
| 1.  | Grunde Njøs        | Noorwegen  | 74,880  | 16/17 december 1995 | Hamar          |
| 2.  | Takahiro Hamamichi | Japan      | 73,570  | 5/6 februari 1996   | Harbin         |
| 3.  | Hiroyasu Shimizu   | Japan      | 72,060* | 16 maart 1996       | Hamar          |
| 4.  | Hiroyasu Shimizu   | Japan      | 71,350* | 9/10 februari 1998  | Nagano         |
| 5.  | Hiroyasu Shimizu   | Japan      | 70,180* | 28 maart 1998       | Calgary        |
| 6.  | Hiroyasu Shimizu   | Japan      | 68,960* | 10 maart 2001       | Salt Lake City |
| 7.  | Lee Kang-seok      | Zuid-Korea | 68,690* | 9 maart 2007        | Salt Lake City |
| 8.  | Jeremy Wotherspoon | Canada     | 68,570* | 28 december 2007    | Calgary        |
| 9.  | Jeremy Wotherspoon | Canada     | 68,310* | 15 maart 2008       | Calgary        |
| 10. | Jenning de Boo     | Nederland  | 68,220* | 14 februari 2025    | Heerenveen     |

* → gereden met de klapschaats

## Ontwikkelingolympischrecord 500 meter
| Nr. | Naam               | Land             | Tijd    | Datum            | Baan           |
| --- | ------------------ | ---------------- | ------- | ---------------- | -------------- |
| 1.  | Hiroyasu Shimizu   | Japan            | 71,350* | 10 februari 1998 | Nagano         |
| 2.  | Casey FitzRandolph | Verenigde Staten | 69,230* | 11 februari 2002 | Salt Lake City |

N.B. De dubbele 500 meter stond van 1998 tot en met 2014 op het olympisch programma
* → gereden met de klapschaats

## OntwikkelingNederlandsrecord 500 meter
| Nr. | Naam             | Tijd    | Datum               | Baan           |
| --- | ---------------- | ------- | ------------------- | -------------- |
| 1.  | Gerard van Velde | 73,980  | 16 maart 1996       | Hamar          |
| 2.  | Jan Bos          | 72,590* | 19 december 1997    | Heerenveen     |
| 3.  | Jan Bos          | 71,160* | 28 maart 1998       | Calgary        |
| 4.  | Gerard van Velde | 70,480* | 10 maart 2001       | Salt Lake City |
| 5.  | Gerard van Velde | 69,490* | 11-12 februari 2002 | Salt Lake City |
| 6.  | Jan Smeekens     | 69,430* | 13 maart 2011       | Inzell         |
| 7.  | Michel Mulder    | 69,060* | 27 december 2013    | Heerenveen     |
| 8.  | Jenning de Boo   | 68,730* | 28 december 2023    | Heerenveen     |
| 9.  | Jenning de Boo   | 68,730* | 8 november 2024     | Heerenveen     |
| 10. | Jenning de Boo   | 68,220* | 14 februari 2025    | Heerenveen     |

* → gereden met de klapschaats

## Ontwikkeling wereldrecord laaglandbaan 500 meter (officieus)
| Nr. | Naam               | Land       | Tijd    | Datum               | Baan       |
| --- | ------------------ | ---------- | ------- | ------------------- | ---------- |
| 1.  | Grunde Njøs        | Noorwegen  | 74,880  | 16/17 december 1995 | Hamar      |
| 2.  | Takahiro Hamamichi | Japan      | 73,570  | 5/6 februari 1996   | Harbin     |
| 3.  | Hiroyasu Shimizu   | Japan      | 72,060* | 16 maart 1998       | Hamar      |
| 4.  | Hiroyasu Shimizu   | Japan      | 70,690  | 12 maart 1999       | Heerenveen |
| 5.  | Hiroyasu Shimizu   | Japan      | 70,490  | 4 maart 2000        | Nagano     |
| 6.  | Jeremy Wotherspoon | Canada     | 69,670  | 14 maart 2003       | Berlijn    |
| 7.  | Joey Cheek         | Zuid-Korea | 69,760  | 13 februari 2006    | Turijn     |
| 8.  | Lee Kang-seok      | Zuid-Korea | 69,710  | 20 januari 2007     | Turijn     |
| 9.  | Dmitri Lobkov      | Rusland    | 69,480  | 25 maart 2007       | Kolomna    |
| 10. | Jeremy Wotherspoon | Canada     | 69,460  | 7 maart 2008        | Nagano     |
| 11. | Michel Mulder      | Nederland  | 69,060  | 27 december 2013    | Heerenveen |
| 12. | Pavel Koelizjnikov | Rusland    | 68,931  | 15 februari 2015    | Heerenveen |
| 13. | Jenning de Boo     | Nederland  | 68,730  | 8 november 2024     | Heerenveen |
| 14. | Jenning de Boo     | Nederland  | 68,220  | 14 februari 2025    | Heerenveen |

N.B. Een laaglandbaan is een ijsbaan die beneden de 500 meter boven de zeespiegel ligt.